# Damien Faulkner
Damien Faulkner (Carndonagh, 15 de fevereiro de 1977) é um automobilista irlandês.
Começou sua carreira em 1995, na Fórmula Vauxhall Júnior. Chegou a fazer testes na Fórmula 3000 Internacional em 1999, como prêmio por seu título na Fórmula Palmer Audi, na equipe Arden.
Disputou ainda a Indy Lights de 2001, ficando em terceiro lugar, mas acabou não sendo promovido à CART em 2002. Neste ano, disputou a World Series by Renault (na época, World Series by Nissan) pela equipe Zele, marcando 2 pontos na Feature Race da segunda rodada-dupla de Valência (ele havia corrido na primeira, onde não pontuou, e em Jarama, também ficou longe da zona de pontuação) - substituía o argentino Nicolás Filiberti, que disputaria a Sprint Race. Desde então, passou a competir em campeonatos de turismo, com destaque para a Porsche Supercup, onde foi campeão na versão britânica em 2005 e 2006. Correu ainda nas 24 Horas de Daytona e na American Le Mans Series, além de ter vencido as 24 Horas de Sebring em 2011.